# Ordinul Surorilor de Notre Dame
Ordinul Surorilor de Notre Dame (latină Congregatio Pauperum Sororum Scholasticarum Dominae Nostrae, prescurtat Sorores Pauperes de Nostra Domina, respectiv germană Die Armen Schulschwestern Unserer Lieben Frau, traducere literală: Ordinul Surorilor Școlare Sărace de Notre Dame) este o congregație (en) a Bisericii Romano-Catolice. Ordinul a fost înființat în Bavaria în 1833 de către Karolina Gerhardinger (de/en), al cărei nume monahal era „Maria Tereza a lui Isus”. Ordinul se ocupă cu educația preuniversitară a fetelor. În cadrul școlilor ele activau ca profesoare, juriste, administratoare, contabile, asistente medicale, asistente sociale, îndrumătoare pastorale, susținătoare ale justiției sociale etc.

## Surori celebre
- Maria Antonina Kratochwil⁠(en)[traduceți] (1881-1942), opozantă împotriva regimului nazist
- Jeannine Gramick⁠(en)[traduceți] (n. 1942), activistă pentru drepturile LGBT

## Eleve celebre
- Monica Lovinescu ‎ (1923-2008), critic literar
- Jeni Acterian ‎ (1916-1958), regizor
- Cornelia Bodea (1916-2010), academician
- Iolanda Balaș (1936-2016), campioană olimpică
- Nancy Pelosi (n. 1940), președinta Camerei Reprezentanților a SUA